# Срчани залисци
Срчани залисци су залисци у срцу, који служе за усмеравање крви унутар срца. Постоје четири залиска у срцу, а то су:
- Два атриовентрикуларна залиска, који се атриовентрикуларна залиска који се налазе између коморе и преткоморе
  - Бикуспидални залистак (митрални залистак) између леве преткоморе и коморе
  - Трикуспидални залистак, између десне преткоморе и коморе
- Два семилунарна (полумесечаста) залиска који се налазе између комора и артерија, које излазе из срца.